# Jamiroquai
Jamiroquai ist eine international erfolgreiche britische Acid-Jazz-Band. Der Name setzt sich zusammen aus den Wörtern „Jam“ für die Musikrichtung und „Iroquois“ für den Stamm der Irokesen, mit deren Philosophie sich der Bandleader Jay Kay identifiziert.

## Geschichte
Jamiroquai entstand Ende der 1980er im Zuge der Acid-Jazz-Bewegung in London, nachdem Jay Kays Bewerbung als Sänger der Brand New Heavies gescheitert war.
Jamiroquais erste Single When You Gonna Learn? wurde im Herbst 1992 auf dem Independent-Label „Acid Jazz“ veröffentlicht. Ihr erstes Album Emergency on Planet Earth erschien im Frühjahr 1993 bei einem Sublabel von Sony, die Jamiroquai für acht Alben verpflichteten. Bereits auf diesem Album verband Jamiroquai erfolgreich sozial- und umweltkritische Texte und Appelle mit eingängiger, höchst tanzbarer Musik.
Schon im Herbst 1994 legte die Band die zweite Platte The Return of the Space Cowboy mit dem Top-Ten-Hit Stillness In Time nach.
Das dritte Album Travelling Without Moving brachte im Herbst 1996 die großen Charterfolge Virtual Insanity und Cosmic Girl hervor, mit denen Jamiroquai sich auf dem US-Markt durchsetzte. Das Video zu Virtual Insanity gewann bei den MTV Video Music Awards die Auszeichnungen für das beste Video, die besten Spezialeffekte, das beste Drehbuch und Breakthrough Video.
Die Hitsingle Deeper Underground vom vierten Album Synkronized war bereits im Sommer 1998 ein Teil des Soundtracks zur Neuverfilmung von Godzilla. Mit Canned Heat hatte Jamiroquai Mitte 1999 einen weiteren Hit auf diesem Album, das anders als die frühen Platten nicht mehr so deutlich dem Acid Jazz zuzuordnen ist.
Das im Spätsommer 2001 erschienene fünfte Album A Funk Odyssey ist stark von Disco-Einflüssen geprägt. Der Titel des Albums lehnt sich an den Stanley-Kubrick-Film 2001: Odyssee im Weltraum an. Die erste Singleauskopplung aus diesem Album, Little L, war in vielen Ländern ein Charterfolg.
Mitte 2005 erschien Jamiroquais sechstes Album Dynamite mit den Singleauskopplungen Feels Just Like It should, Seven Days in Sunny June und (Don't) Give Hate a Chance.
Im Herbst 2006 wechselte die Band zur Sony-Tochter Columbia Records. Für das Weihnachtsgeschäft kam ein Greatest-Hits-Album auf den Markt. Am 25. April 2007 trennten sie sich offiziell von ihrer Plattenfirma.
2010 erschien das siebte Album der Band mit dem Titel Rock Dust Light Star beim Label Mercury Records. Als Vorab-Single-Auskopplungen erschien der Song White Knuckle Ride. Im März 2017 erschien ihr achtes Album Automaton mit einem vorab ausgekoppelten gleichnamigen Song.
Der ehemalige Keyboarder und Songwriter Toby Smith starb am 11. April 2017 im Alter von 46 Jahren.

## Diskografie

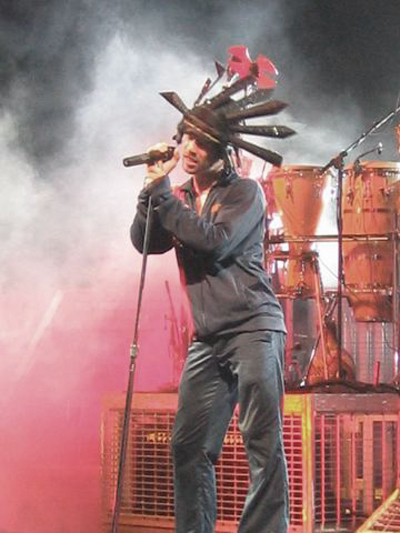
Jay Kay (2005)

Studioalben

| Jahr | Titel                          | Höchstplatzierung, Gesamtwochen, AuszeichnungChartplatzierungen (Jahr, Titel, Platzierungen, Wochen, Auszeichnungen, Anmerkungen) | Höchstplatzierung, Gesamtwochen, AuszeichnungChartplatzierungen (Jahr, Titel, Platzierungen, Wochen, Auszeichnungen, Anmerkungen) | Höchstplatzierung, Gesamtwochen, AuszeichnungChartplatzierungen (Jahr, Titel, Platzierungen, Wochen, Auszeichnungen, Anmerkungen) | Höchstplatzierung, Gesamtwochen, AuszeichnungChartplatzierungen (Jahr, Titel, Platzierungen, Wochen, Auszeichnungen, Anmerkungen) | Höchstplatzierung, Gesamtwochen, AuszeichnungChartplatzierungen (Jahr, Titel, Platzierungen, Wochen, Auszeichnungen, Anmerkungen) | Anmerkungen                                                   |
| Jahr | Titel                          | DE | AT | CH | UK | US | Anmerkungen                                                   |
| ---- | ------------------------------ | --- | --- | --- | --- | --- | ------------------------------------------------------------- |
| 1993 | Emergency on Planet Earth      | DE17 (19 Wo.)DE | AT11 (15 Wo.)AT | CH5 Gold · (19 Wo.)CH | UK1 Platin · (36 Wo.)UK | — | Erstveröffentlichung: 17. Mai 1993 Verkäufe: + 882.500        |
| 1994 | The Return of the Space Cowboy | DE37 (9 Wo.)DE | AT22 (6 Wo.)AT | CH9 Gold · (19 Wo.)CH | UK2 Platin · (42 Wo.)UK | — | Erstveröffentlichung: 17. Oktober 1994 Verkäufe: + 865.000    |
| 1996 | Travelling Without Moving      | DE9 Gold · (53 Wo.)DE | AT9 Gold · (16 Wo.)AT | CH3 Platin · (28 Wo.)CH | UK2 ×4Vierfachplatin · (95 Wo.)UK                                                                                                 | US24 Platin · (62 Wo.)US | Erstveröffentlichung: 9. September 1996 Verkäufe: + 5.075.000 |
| 1999 | Synkronized                    | DE1 Gold · (22 Wo.)DE | AT2 (12 Wo.)AT | CH2 Platin · (21 Wo.)CH | UK1 Platin · (40 Wo.)UK | US28 (11 Wo.)US | Erstveröffentlichung: 8. Juni 1999 Verkäufe: + 1.892.500      |
| 2001 | A Funk Odyssey                 | DE2 Gold · (21 Wo.)DE | AT4 (10 Wo.)AT | CH1 Platin · (42 Wo.)CH | UK1 ×2Doppelplatin · (51 Wo.)UK                                                                                                   | US44 (6 Wo.)US | Erstveröffentlichung: 3. September 2001 Verkäufe: + 1.487.500 |
| 2005 | Dynamite                       | DE6 (16 Wo.)DE | AT10 (17 Wo.)AT | CH3 Gold · (17 Wo.)CH | UK3 Platin · (23 Wo.)UK | US145 (2 Wo.)US | Erstveröffentlichung: 20. Juni 2005 Verkäufe: + 470.000       |
| 2010 | Rock Dust Light Star           | DE7 (12 Wo.)DE | AT6 (7 Wo.)AT | CH2 Gold · (19 Wo.)CH | UK7 Gold · (6 Wo.)UK | — | Erstveröffentlichung: 29. Oktober 2010 Verkäufe: + 215.000    |
| 2017 | Automaton                      | DE5 (7 Wo.)DE | AT6 (6 Wo.)AT | CH2 (16 Wo.)CH | UK4 Silber · (8 Wo.)UK | US94 (1 Wo.)US | Erstveröffentlichung: 31. März 2017 Verkäufe: + 60.000        |

## Auszeichnungen
Grammy
- 1998: in der Kategorie „Best Pop Performance By A Duo Or Group With Vocals“ (Virtual Insanity)

MTV Video Music Award
- 1997: in der Kategorie „Video of the Year“ (Virtual Insanity)